# Баєво (Псковський район)
Баєво (рос. Баево) — присілок в Псковському районі Псковської області Російської Федерації.
Населення становить 13 осіб. Входить до складу муніципального утворення Краснопрудська волость.

## Історія
Від 2015 року входить до складу муніципального утворення Краснопрудська волость.

## Населення
| 2001 | 2002 | 2010 |
| ---- | ---- | ---- |
| 24   | ↗25  | ↘13  |